# Mengzhou
Koordinaten: 34° 55′ N, 112° 45′ O
Die Stadt Mengzhou (chinesisch 孟州市, Pinyin Mèngzhōu Shì) ist eine kreisfreie Stadt in der chinesischen Provinz Henan. Sie gehört zum Verwaltungsgebiet der bezirksfreien Stadt Jiaozuo. Mengzhou hat eine Fläche von 509,5 km² und zählt 375.200 Einwohner (Stand: Ende 2018).
Das Grab von Han Yu (Han Yu mu 韩愈墓) steht seit 2006 auf der Liste der Denkmäler der Volksrepublik China (6-264).